# Тип 90 (бронетранспортёр)
Тип 90 (YW-535) — китайский БТР, разработанный компанией Norinco в начале 1990-х годов. Бронемашина является преемником Тип 85 и Тип 89. Разрабатывалась в основном для экспорта 

## История
В 1991 году компания Norinco представила семейство БТР Тип 90.

## Конструкция
YW-535 отличается от предшественника Тип 85 более широким и низким профилем корпуса. Водитель находится в передней части корпуса, справа от него находится моторный отсек.
Командир располагается сзади водителя. Десантное отделение находится в кормовой части корпуса, вход/выход осуществляется благодаря двери и четырём люкам в крыше корпуса. Всего
машина вмещает 13 десантников.

## Броня
Тип 90 имеет цельносварной стальной корпус, который способен защищать машину от стрелкового оружия и осколков.

## Вооружение
Вооружение состоит из 12.7 мм пулемёта Тип 54, боекомплект которого состоит из 1050 снарядов. Оружие может подниматься на 90 градусов. Также YW-535 вооружён четырьмя дымовыми гранатомётами.

## Передвижение
YW-535 оснащён 8-цилидровым 4-тактным дизельным двигателем с воздушным охлаждением Deutz BF8L413F мощностью 320 л. с (235 кВт) , который позволяет разгоняться до 67 км/ч. Бронемашина является амфибией и может передвигаться на воде благодаря гусеницам со скоростью до 7 км/ч.

## Варианты
- БМП — имеет более длинное шасси и оснащён дизельным двигателем мощностью 360 л.с
- Самоходный миномёт — оснащается 81-мм миномётом (дальность огня 8 км) либо 120-мм (дальность огня 12 км).
- Самоходная гаубица — вооружена 122-мм гаубицей (дальность 21 км) и имеет двигатель мощностью 360 л.с
- Самоходная реактивная установка  — имеет 130-мм ракетную установку с дальностью 15000 км
- БРЭМ  — оснащён гидравлическим краном
- БММ — оснащена медицинским оборудованием
- Тип 91 — отличается двигателем мощностью 360 л.с

## Операторы
- КНР — 1330 штук
- Мьянма — 150 штук
- Таиланд — 410 штук